# Королевский балет Виннипега
Королевский балет Виннипега (англ. Royal Winnipeg Ballet) — канадская балетная труппа, базирующаяся в Виннипеге (Манитоба). Основана в 1938 году иммигрантками из Великобритании Гвенет Ллойд и Бетти Фарралли, получила профессиональный статус в 1949 и звание королевского балета в 1953 году, высшей известности достигла в период руководства Арнольда Спора в 1958—1988 годах. Репертуар составлен из классических и современных балетов (в том числе на канадскую тематику).

## История
В 1938 году две учительницы танцев из Великобритании, Гвенет Ллойд и Бетти Фарралли, переехавшие в Канаду по приглашению друзей, основали в Манитобе Балетный клуб Виннипега. Публичный дебют клуба состоялся в июне следующего года в рамках парада искусств в честь визита в Виннипег короля Георга VI с супругой. Это выступление включало две коротких балетных постановки на темы североамериканских прерий в постановке Ллойд — «Зерно» (англ. Grain) и «Волшебство киловатта» (англ. Kilowatt Magic).
Труппа под совместным руководством Ллойд (как хореографа), Фарралли (как балетмейстера) и Давида Йеддо (как продюсера и сценического директора) оставалась полупрофессиональной до 1949 года, в 1941 году сменив имя на «Балет Виннипега». Ее репертуар в это время состоял из коротких постановок, носивших развлекательный характер и доступных для понимания широкой публики. Помимо родного города, она также совершала гастроли по стране, в том числе с большим успехом выступив на 2-м Канадском фестивале балета в 1949 году. Несмотря на популярность, коллектив испытывал хронические финансовые затруднения, и в 1949 было решено превратить его в полностью профессиональную труппу под управлением совета директоров. Это решение не пришлось по душе Ллойд, и она вскоре переехала в Торонто, где открыла школу танцев. Фарралли продолжала некоторое время работать с труппой, в 1953 году первой из всех балетных коллективов Британского содружества получившей звание королевского балета. В том же году состоялись её первые гастроли в США, в которых участвовала известная британская балерина Алисия Маркова.
В 1954 году пожар уничтожил здание, которое арендовала труппа, и вместе с ним все её декорации, костюмы и партитуры. Была организована кампания по сбору средств на восстановление театра, и в 1955 году он возобновил выступления под совместным руководством Фарралли и американской балерины Рутанны Борис. Однако уже в 1957 году Борис, чьи амбициозные планы не разделял совет директоров, покинула театр. Приглашенный на ее место хореограф Бенджамин Харкави ушел уже через год, и задача по спасению готовящихся постановок была возложена на бывшего премьера труппы Арнольда Спора. Первые успехи Спора обеспечили ему вскоре назначение на должность директора, которую он занимал до 1988 года.
С середины 1960-х годов основной состав труппы постоянно насчитывает около 25 исполнителей. Под руководством Спора Королевский балет Виннипега в 1960—1970-е годы завоевал международную известность. Помимо Канады и США он выступал в Лондоне, Париже, Ленинграде, Москве, Праге, Афинах, Иерусалиме и Каире, странах Латинской Америки и Австралии, а также стал первым североамериканским балетным коллективом, выступавшим на Кубе после революции Кастро. В 1962 году по инициативе Цпора при труппе начала работу балетная школа, в которой в 1970 году открылось профессиональное отделение под управлением Дэвида Морони. Постоянный поиск Спором молодых амбициозных хореографов позволил театру сформировать собственный уникальный репертуар, в основном по-прежнему состоявший в основном из коротких общедоступных постановок. Успеху труппы во многом способствовала работа одного из таких хореографов, Брайана Макдональда. Он же в 1966 году поставил первый в истории Королевского балета Виннипега полномасштабный балет на канадскую тему — «Роза Латюлипп» (англ. Rose Latulippe). Среди прочих успешных хореографов виннипегской труппы были Агнес де Милль, Норберт Весак, Оскар Араис, Джон Ноймайер (постановщик её первого полномасштабного классического балета, которым стал «Щелкунчик»), Висенте Небрада, Ханс ван Манен, Иржи Килиан и Руди ван Данциг. Двое из воспитанников виннипегской балетной школы, Эвелин Харт и Дэвид Перегрин, в конце 1970-х годов стали лауреатами международного балетного конкурса в Японии.
Постепенно в репертуаре труппы все большее место начали занимать классические балеты полной продолжительности, в число которых входили «Ромео и Джульетта» (постановка ван Данцига, 1981), «Жизель» (Питер Райт, 1982), «Лебединое озеро» (Галина Йорданова, 1986). Это стало поводом для обвинений в адрес Спора, который якобы таким образом пытался удержать в театре его приму Харт. В Совете Канады по искусству опасались, что отказ от коротких постановок в пользу масштабных классических балетов отпугнет публику и подорвет финансовое положение театра, однако эти опасения оказались беспочвенными: популярность Королевского балета Виннипега оставалась высокой. В 1988 году Спора сменил на посту руководителя бывший помощник директора Нидерландского национального балета Хенни Юрриенс, начавший программу модернизации репертуара, но уже в следующем году он погиб в автомобильной аварии. Вскоре в авиакатастрофе погиб премьер труппы Дэвид Перегрин. Начался период частой смены руководителей, сопровождавшийся спадом популярности театра, с которым в Западной Канаде конкурировали ванкуверский Балет Британской Колумбии и Альбертский балет из Калгари.
В 1995 году во главе труппы надолго встал бывший премьер Андре Льюис. Под его руководством продолжалась постановка популярных полномасштабных балетов, среди которых были «Дракула» Марка Годдена, «Красавица и чудовище» и «Бабочка» Дэвида Никсона и «Щелкунчик» (постановка Йордановой и Нины Менон, сменившая долгое время остававшуюся в репертуаре версию Ноймайера). Выбор произведений подвергался критике, финансовые проблемы театра продолжались, и в 2001 году Льюиса едва не отправили в отставку, однако он сумел сохранить за собой должность. Полномасштабные балеты остались в программе, которую пополнили такие постановки как «Питер Пэн» (2006, хореография Джордена Морриса), «Мулен-Руж» (2009, Моррис) и «Страна чудес» (2011, Шон Хаунселл). В 2010 году Королевский балет Виннипега участвовал в празднествах по случаю Ванкуверской зимней Олимпиады и посетил с гастролями Израиль.

## Художественные руководители
- Бетти Фарралли (1949—1958)
- Арнольд Спор (1958—1988)
- Хенни Юрриенс (1988—1989)
- Джон Михан (1990—1993)
- Уильям Уайтнер (1993—1995)
- Андре Льюис (с 1996)